# Réserve naturelle de Storö-Bockö-Lökaö
La réserve naturelle de Storö-Bockö-Lökaö (en suédois : Storö-Bockö-Lökaö naturreservat) est une réserve naturelle dans l'archipel de Stockholm en Suède,,.

## Présentation
La réserve naturelle est protégée depuis 1972.
Elle a une superficie de 6 045 hectares dont 1 892 hectares de terre.
La réserve naturelle se compose de plus de 150 îles, criques et récifs situés à la frontière entre la partie extérieure et la partie centrale de l'archipel de Stockholm.
La réserve, comprend les plus grandes îles de Storö, Bockö et Lökaö et un grand nombre d'îles plus petites.
La végétation des îles extérieures est dominée par le bouleau, tandis que les autres îles sont dominées par le pin. 
Les sous-bois sont généralement clairsemés, à l'exception de quelques vallons, où la végétation peut être relativement luxuriante avec des chênes et d'autres feuillus.
Plusieurs îles contiennent également des zones de forêt marécageuse. 
L'avifaune est riche, avec des espèces telles que la macreuse brune, le fuligule morillon, l'eider à duvet, le tournepierre à collier, le stercorarius et le guillemot à miroir.

## Accès
Des marinas abritent les bateaux  notamment à Tistronskären, Roskär, Skarpö, Ådskär, Tvikokben, Vånskäret, Brunskäret, Hopskäret, Gjusskären, Inner Sillö, Sillö, Björkkobben et Äggekobb.

## Galerie

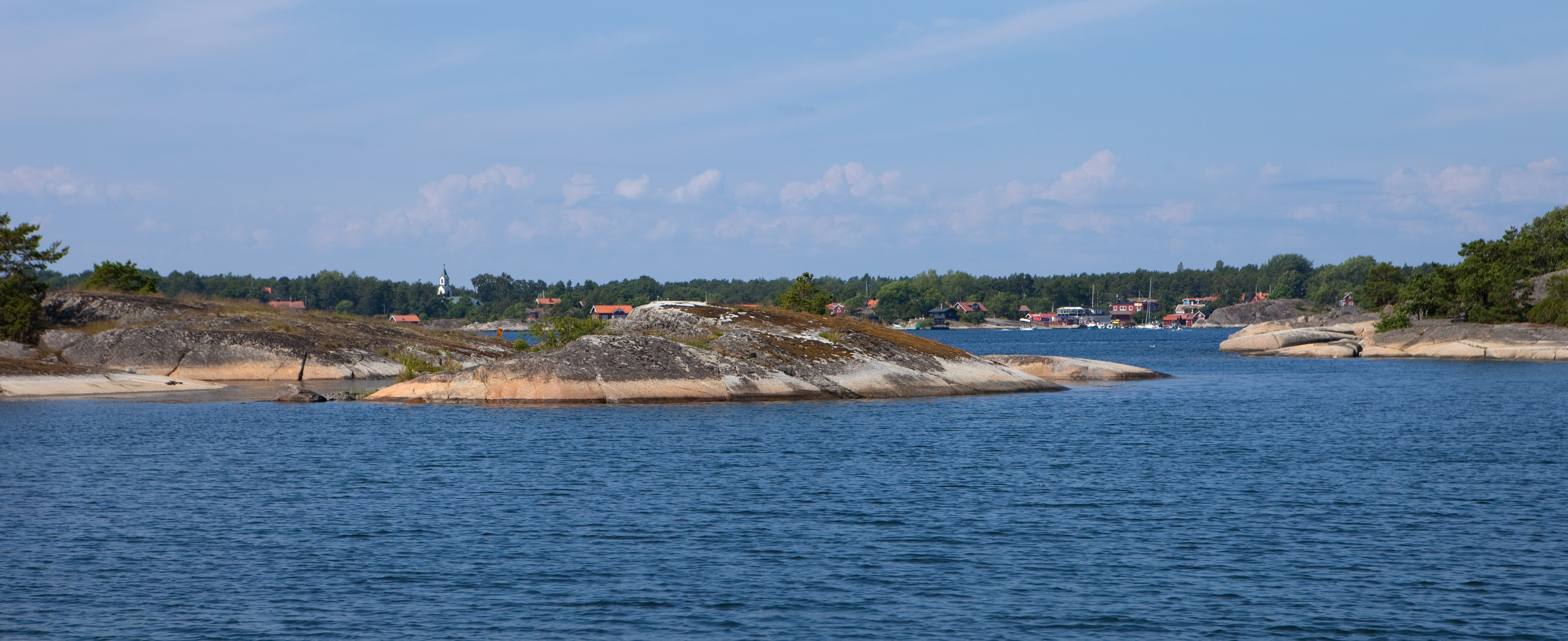
Le village de Berg, dans l'île de Möja.